# Tim Grozer
Tim Grozer (ur. 14 października 1998 w Budapeszcie) – niemiecki siatkarz pochodzenia węgierskiego, grający na pozycji przyjmującego.
Tim Grozer pochodzi z węgiersko-niemieckiej rodziny. Jego babcia i rodzice uprawiali siatkówkę, a także brat Georg i siostra Dora.

## Sukcesy klubowe
Liga belgijska:
- 2016

Puchar Niemiec:
- 2021